# Ri Kyong Suk
Ri Kyong Suk (리경숙, 李京淑) est une chanteuse nord-coréenne née en 1970. À sept ans, elle débute dans un théâtre et son talent est reconnu. En 1988, elle étudie le chant à l'École d'art Heisei du Pyongan du Sud après avoir rejoint le Pochonbo Electronic Ensemble (보천보전자악단). Elle est célèbre pour son interprétation de l'Arirang et en Corée du Sud pour la chanson 반갑습니다 (Enchantée).

## Œuvres
- Enchantée (반갑습니다)
- Arirang (아리랑)
- Nous allons gagner  (우리는 승리하리라)
- Je pense quand je vous vois (너를 보며 생각하네)
- Une fille de la ville se marie en campagne (도시처녀 시집와요), chanson thème du film du même nom
- À bientôt (다시 만납시다)
- Mon pays est le meilleur  (내 나라 제일로 좋아), chanson thème du film La Nation et le destin (민족과 운명)
- Mon amour, mon bonheur  (나의 사랑 나의 행복), chanson thème du film Mon bonheur  (나의 행복)
- À la croisée du destin (운명의 갈림길)
- Don't Ask My Name (내 이름 묻지 마세요) ou Ne me demandez pas mon nom en français.